# Siphanthera cowanii
Siphanthera cowanii är en tvåhjärtbladig växtart som beskrevs av John Julius Wurdack. Siphanthera cowanii ingår i släktet Siphanthera och familjen Melastomataceae. Inga underarter finns listade i Catalogue of Life.